# Romain Vigouroux
Pour les articles homonymes, voir Vigouroux.

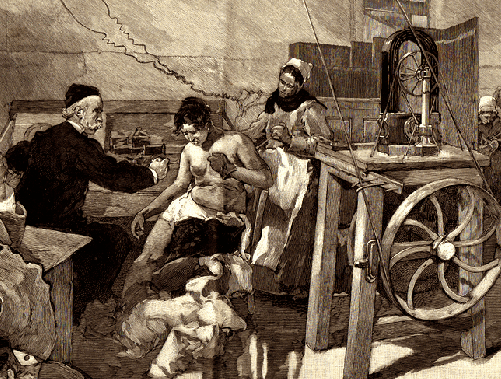
Romain Vigouroux dans l'unité d'électrothérapie de la Salpêtrière, en 1887. Détail d'une gravure de Daniel Vierge (1851-1904) pour Le Monde illustré.

Marie Gabriel Romain Vigouroux, né le 4 juillet 1831 à Molompize dans le Cantal et mort le 19 janvier 1911 dans le 9e arrondissement de Paris, est un médecin français.

## Biographie
Il est connu comme le successeur de Guillaume Duchenne dans le service d'électrothérapie de la Salpêtrière. Il figure avec l'un de ses appareils dans le tableau de Brouillet Une leçon clinique à la Salpêtrière.
Intéressé par la métalloscopie, la métallothérapie, les esthésiogènes, il met au point des traitements électriques réguliers, qu'il applique en série, principalement chez les patients hystériques, le nombre de patients traités pouvant dépasser cinquante par jour,.
Son frère, Auguste Vigouroux, est l'auteur d'un ouvrage sur la contagion mentale.

## Œuvres
- Sur l'antagonisme de la fièvre intermittente et des tubercules pulmonaires, Rignoux, 1858.
- La Médecine et le monopole, E. Dentu, 1862
- Étude sur les paralysies pseudo-syphilitiques et sur leur traitement par les aesthésiogènes avec la collaboration de Charles Mauriac, aux bureaux du "Progrès médical", 1881
- Neurasthénie et arthritisme, urologie, régime alimentaire, traitement préfacée par Fernand Levillain, Maloine, 1893